# Netlabel
Internetlabels, Netlabels oder auch Netz- bzw. Weblabels sind Musiklabels, die ihre Musik nur oder hauptsächlich über das Internet vertreiben. Oft sind es selbstorganisierte, nicht kommerzielle Projekte von Musikern und Musikliebhabern, die Musik anhand einer Corporate Identity über das Internet zur Verfügung stellen.
Wirtschaftlich gibt es verschiedene Ausprägungen: Entweder wird die Musik ausschließlich auf diesem Weg angeboten, oder es werden auch physikalische Tonträger angeboten und dann zumeist auch über das Internet promotet, oder es sind sogenannte Digital Labels, Ableger zumeist von Major-Labels, die sich auch durch rein weborientierte Abteilungen repräsentiert sehen wollen.

## Ursprung und Geschichte
Seit 1991 gab es erste Ansätze durch Musiker, die ihre Musik mit Tracker-Software im Mod-Format zur Verfügung stellten. Teile der Netlabel-Bewegung können als Nachfolger des Kassettenuntergrunds der 1980er oder der CDR-Label-Szene der 1990er Jahre verstanden werden.
Gegen 2003 haben einige wenige Netlabels begonnen, geringe Geldbeträge für ihre Musik zu verlangen. Im Verhältnis zur Zahl der vorhandenen und immer noch weiter schnell steigenden Zahl nichtkommerzieller Netlabels ist die Zahl solcher Micropayment-Netlabels noch verschwindend gering. Bezahlt wird zurzeit zumeist über PayPal.
Netlabels hatten (entgegen früheren Prognosen) 2007 gemessen am gesamten Musikmarkt nur einen verschwindend geringen Marktanteil, wahrscheinlich weit unter einem Prozent. Jedoch wächst die Anzahl der Netlabels nach wie vor kontinuierlich. Trotz Berichterstattungen in Tages- und Wochenzeitungen sowie Interviews und Reportagen in Radioprogrammen kann (vielleicht auch aufgrund des umfangreichen Angebots) bisher nicht von einer größeren Popularität von Netlabels außerhalb der angesprochenen Nischen ausgegangen werden. Die Netlabel-Idee wird von Fans jedoch langsam aber kontinuierlich weitergetragen. Seit 2006 wächst zum Beispiel die Netlabelszene in Südamerika beachtlich.
2006 fand in der Roten Fabrik in Zürich ein internationales Netlabelfestival mit dem Fokus auf elektronische Musik statt.
Seit 2004 unterstützt das Internet Archive die Netlabelszene, indem Creative-Commons-lizenzierte Musik kostenlos und benutzerfreundlich archiviert wird. Einige Labels betreiben keine eigene Webseite, sondern machen ihre Musik nur über das Internet-Archive zugänglich.

## Selbstverständnis von Netlabels
Für Musiker sind Netlabels bislang wenig profitabel bzw. bleiben die Veröffentlichungen meist ohne Hoffnung auf jeglichen finanziellen Gewinn. Netlabel-Betreiber verstehen ihre Projekte oft als Hobby oder Marketinginstrument.
Netlabels konkurrieren hauptsächlich mit den Angeboten von Musikstreaming-Diensten oder auch Blogs, die Musik kostenfrei zur Verfügung stellen. Es kann unterschieden werden, ob die Musik gestreamt oder zum Download angeboten wird.
Die Netlabelszene bildet, ob bewusst oder unbewusst, eine Art Gegenkultur zur Musik- und Kulturindustrie. Damit verbunden sind auch die weithin bekannten Unsicherheiten im geltenden Urheberrecht.

## Hintergrund Urheberrecht
Oft stehen die Musikstücke unter einer der Creative-Commons-Lizenzen, da GEMA-lizenzierte Musik selbst bei kostenfreier Abgabe trotzdem eine Alimentation der Labels an die Verwertungsgesellschaften bedingt, solange die bei der GEMA gemeldeten Musiker keine Exklusions-Klausel für Netzvertriebe in ihren Vertrag integriert haben.
Seit etwa März 2005, als der erste Mix des Berliner Mix-Netlabels Zerinnerung (heute Mixotic) veröffentlicht wurde, gibt es einige Netlabels, die sich auf das DJing von Netaudio-Dateien spezialisiert haben. Die Creative-Commons-Lizenzen, unter denen ein Großteil der Netlabel-Veröffentlichungen publiziert wird, lassen eine Weiterverwendung in Mixen und Radiostreams auch von rechtlicher Seite zu. Das Mixen von Audiodateien mittels spezieller Hard- und Software – beispielsweise Final Scratch oder DJ-CD-Playern – ist mittlerweile ebenfalls bekannt.